# Бобровский, Ян Александрович
Ян Алекса́ндрович Бобро́вский (род. 18 сентября 1989, Ленинград) — российский футболист, футбольный судья.

## Биография
В 2006—2009 годах играл за дубль петербургского «Зенита». В 2010 году за литовский «Жальгирис» сыграл 11 матчей. С 21 декабря 2011 года находился на просмотре в самарских «Крыльях Советов», но в клуб приглашён не был. В 2012 году играл за «Академию» Тольятти, но в конце сезона принял решение завершить карьеру из-за последствий травмы крестообразных связок.
В составе юношеской сборной России стал чемпионом Европы в 2006 году.
В 2013 году окончил обучение в «Академии спортивного арбитра» и стал футбольным арбитром. Обслуживает матчи чемпионата России (РПЛ), Кубка страны, первенств ФНЛ, ПФЛ, ЛФЛ и чемпионата Санкт-Петербурга.
24 июля 2019 года дебютировал в первенстве ФНЛ матчем между «Спартаком-2» и «Нижним Новгородом» (2:0).
12 марта 2022 года дебютировал в качестве главного арбитра матча премьер-лиги «Арсенал» Тула — «Динамо» Москва (1:4).
После игры Российской премьер-лиги между махачкалинским «Динамо» и нижегородским «Пари НН», состоявшейся 4 августа 2024 года, был обвинён в некомпетентности со стороны футбольных экспертов. Президент ФК «Динамо» Махачкала Шамиль Газизов после игры призвал проверить Яна Бобровского на полиграфе и провести проверку относительно его счетов.